# Gaite Jansen
Gaite Sara Kim Jansen (Rotterdam, 25 december 1991) is een Nederlandse actrice en dichter.
Ze speelde onder andere hoofdrollen in de bioscoopfilm Lover of Loser en de Telefilm Coach. Ook was ze op televisie te zien in de dramaserie In therapie.
Jansen volgde de acteursopleiding op de Toneelacademie Maastricht (2010-2014). In 2013 is ze te zien in hoofdrollen in de bioscoopfilms Supernova en Hoe Duur Was de Suiker? Ook speelde ze Duchess Tatiana Petrovna in seizoen 3 van de Britse historische dramaserie Peaky Blinders.

## Biografie
Van 1997 tot 2008 was Jansen verbonden aan de Jeugdtheaterschool Hofplein te Rotterdam, waar ze op haar zesde begon met acteren. Aanleiding daartoe was Sesamstraat met acteurs, wat zij ook wilde. Haar ouders vonden echter dat ze geen kindacteur moest worden, waar ze het niet mee eens was. Dit combineerde ze met de middelbare school Stichtse Vrije School in Zeist (2004-2010). Al vroeg in haar loopbaan kreeg ze te maken met afbrekende kritiek, hetgeen ze terugkijkend een foutieve leermethode vond. In seizoen 2008–2009 volgde ze de Landelijke Oriëntatiecursus voor Theaterscholen (LOT) in Utrecht. Ze speelde in de vierde Carry Slee-verfilming Lover of Loser (2009) haar eerste hoofdrol in een bioscoopfilm. Verder speelde ze in Happy End (2009) – het derde en laatste deel in de Leedvermaak-reeks van Judith Herzberg en Frans Weisz.
Daarnaast speelde Jansen in de voorlichtingsfilm Zingen in het Donker en de telefilm Coach van regisseur Joram Lürsen.
Jansen speelde een van de hoofdrollen in de Nederlandse speelfilm Schemer (2010) en had een rol in de speelfilm Lotus (2011) van Pascale Simons.
In de satirische VPRO-serie Sorry Minister vertolkte ze de rol van Nina Bijl, de dochter van minister Karel Bijl. In de NCRV-dramaserie In therapie (2010) speelde ze de rol van Sophie, een jonge turnster met suïcidale neigingen.
Voor haar rol in de speelfilm 170 Hz (2011) werd ze genomineerd voor een Gouden Kalf voor Beste Actrice.
In november 2011 werd bekendgemaakt dat Jansen een van de hoofdrollen zou spelen in Entertainment Experience, een filmproject van Paul Verhoeven, waarvoor deze regisseur de hulp inroept van het publiek en talentvolle filmmakers.
Vanaf seizoen 2014 sluit ze zich aan bij toneelgroep Amsterdam (later ITA). Een aanbieding om Tatiana Petrovna in de serie Peaky Blinders (2016) te spelen maakte daaraan een eind. Ze ging toen ook deels in New York wonen. In 2017 speelt Jansen in het vierde seizoen van de Britse politieserie Line of Duty de rol van Hana Reznikova. 
In 2022 speelde ze in de film Bo van Joost van Ginkel. Tijdens de coronapandemie regisseerde ze haar eigen korte film Beast over een doorgeschoten liefde.

## Prijzen en nominaties
- 2008: Beste actrice voor haar rol in Luwte tijdens het 48 Hour Film Project in Amsterdam.[3]
- 2010: Nominatie Beeld en Geluid Award in de categorie Beste Actrice Fictie voor haar rol in In therapie.
- 2011: Elegance Award voor Aanstormend Talent.
- 2011: Nominatie Gouden Kalf voor Beste Actrice voor haar rol in 170 Hz.[4]

## Filmografie

### Film
- 2007: BEEB (Begin Een Eigen Band) (promotiefilm)
- 2008: Luwte (48 Hour Film Project)
- 2008: Zingen In Het Donker (voorlichtingsfilm over seksueel misbruik en huiselijk geweld)
- 2008: Gaandeweg (eindexamenfilm van de Filmacademie) – Sophie
- 2009: Coach (Telefilm) – Sophie van Meeteren
- 2009: Happy End – Mira
- 2009: Lover of loser – Eva
- 2010: Schemer – Jessie
- 2010: Life is Beautiful
- 2011: Sonny Boy – Bertha
- 2011: Lotus – Steintje
- 2011: 170 Hz – Evy
- 2012: De groeten van Mike! – Lerares
- 2013: Hoe duur was de suiker – Sarith
- 2014: Supernova – Meis
- 2016: Knielen op een bed violen - Johanna
- 2022: Bo - Bo
- 2023: Happy Ending - Luna
- 2024: Krazy House - Sarah
- 2024: Babygirl - Hedda / Scarlett

### Televisie
- 2007: Ik wil in GTST, omroep: RTL 4
- 2008: SpangaS (10 afleveringen) – Noëlle
- 2008: We gaan nog niet naar huis – gastrol
- 2008: Flikken Maastricht – gastrol Marieke 1 aflevering Angst
- 2009: Sorry Minister – Nina Bijl
- 2010: In therapie – Sophie
- 2010: De co-assistent – Lisa
- 2011: Met Donker Thuis – Fleur
- 2012: Steekspel – Merel
- 2015: Groenland – Iris
- 2016: Peaky Blinders – Hertogin Tatiana Petrovna
- 2017: Line of Duty – Hana Reznikova
- 2017: De 12 van Oldenheim – Suus Jonkers
- 2017: Hollands Hoop – Talia Chanti
- 2018: Ik weet wie je bent – Anna van Leer
- 2019: Jett - Phoenix
- 2020: Hollands Hoop - Talia Chanti
- 2022: Leopard Skin – Batista Ferreira
- 2025: Safe Harbor – Rika Rogers

### Theater
- 2004: Belle en Het Beest, producent: Jeugdtheaterschool Hofplein Rotterdam
- 2006: Zwavelstokken, producent: Jeugdtheaterschool Hofplein Rotterdam

### Hoorspel
- In 2011 vertolkte ze de rol van jonge Harriët in het hoorspel Millennium 1: Mannen die vrouwen haten.

## Alternatieve loopbaan
Al op haar zesde dichtte ze. Dat leidde in 2023 tot de dichtbundel  Ode aan de Onstilbare/Ode to the Insatiable, dat gedichten bevat in het Nederlands met daarbij de Amerikaanse vertaling en andersom. Jansen woont dan al een aantal jaren in Brooklyn (New York), waar ze zich vrijer voelt, en Amsterdam. De dichtbundel is opgedragen aan haar voormalige partner Mees Peijnenburg met wie ze in het verleden ook had samengewerkt.

### Publicaties
- Ode aan de Onstilbare/Ode to the Insatiable; 2023, Hollands Diep. ISBN 9789048869046
- Learning How to Speak; 2020, Wild Flower Books. ISBN 9789464064018